# Dennis Gassner
Pour les articles homonymes, voir Gassner.
Dennis Gassner est un chef décorateur canadien né en 1948 à Vancouver.

## Filmographie
- 1986 : Hitcher de Robert Harmon
- 1986 : Wisdom d'Emilio Estevez
- 1987 : In the Mood de Phil Alden Robinson
- 1987 : Mon Père c'est moi (Like Father Like Son) de Rod Daniel
- 1988 : Objectif Terrienne (Earth Girls Are Easy) de Julien Temple
- 1989 : Jusqu'au bout du rêve (Field of Dreams) de Phil Alden Robinson
- 1990 : Miller's Crossing de Joel et Ethan Coen
- 1990 : Les Arnaqueurs (The Grifters) de Stephen Frears
- 1991 : Barton Fink de Joel et Ethan Coen
- 1991 : Bugsy de Barry Levinson
- 1992 : Héros malgré lui (Hero) de Stephen Frears
- 1994 : Le Grand Saut (The Hudsucker Proxy) de Joel et Ethan Coen
- 1995 : Waterworld de Kevin Reynolds
- 1998 : The Truman Show de Peter Weir
- 2000 : O' Brother de Joel et Ethan Coen
- 2001 : The Barber de Joel et Ethan Coen
- 2002 : Les Sentiers de la perdition (Road to Perdition) de Sam Mendès
- 2003 : Big Fish de Tim Burton
- 2004 : Ladykillers de Joel et Ethan Coen
- 2005 : Jarhead : La Fin de l'innocence (Jarhead) de Sam Mendès
- 2006 : Demande à la poussière (Ask the Dust) de Robert Towne
- 2007 : À la croisée des mondes : La Boussole d'or (The Golden Compass) de Chris Weitz
- 2008 : Quantum of Solace de Marc Forster
- 2012 : Skyfall de Sam Mendes
- 2014 : Into the Woods de Rob Marshall
- 2015 : 007 Spectre (Spectre) de Sam Mendes
- 2017 : Blade Runner 2049 de Denis Villeneuve
- 2019 : 1917 de Sam Mendes
- 2021 : Mourir peut attendre de Cary Joji Fukunaga[Information douteuse]

## Distinctions

### Récompense
- BAFTA 2020 : Meilleurs décors pour 1917

### Nomination
- Oscars 2020 : Meilleurs décors et direction artistique pour 1917